# Hanya Yosuke
Yosuke Hanya (sinh ngày 30 tháng 1 năm 1999) là một cầu thủ bóng đá người Nhật Bản.

## Sự nghiệp câu lạc bộ
Yosuke Hanya đã từng chơi cho FC Tokyo.